# Мэттокс, Даррен
Даррен Дмитри Мэттокс (англ. Darren Dmitri Mattocks; род. 2 сентября 1990, Портмор, Ямайка) — ямайский футболист, игравший на позиции нападающего. Выступал за сборную Ямайки.

## Клубная карьера

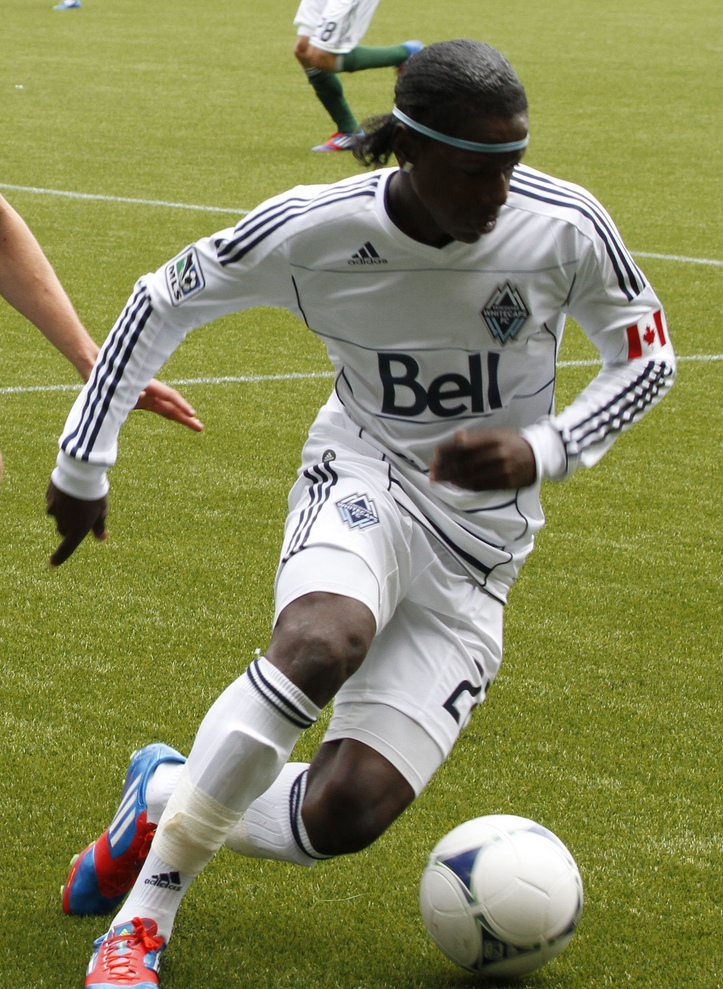
Мэттокс в составе «Ванкувер Уайткэпс» (2012 год)

Мэттокс начал карьеру, выступая за футбольную команду Акронского университета.
В 2012 году Даррен был выбран на супердрафте MLS канадским клубом «Ванкувер Уайткэпс» под общим вторым номером. Его профессиональный дебют состоялся 10 марта в матче стартового тура сезона 2012 против новичка лиги «Монреаль Импакт», в котором он вышел на замену вместо Эрика Хассли на 89-й минуте. 9 мая в ответном матче полуфинала первенства Канады против «Эдмонтона» он забил свой первый гол в профессиональной карьере. 26 мая в поединке против «Портленд Тимберс» Мэттокс забил свой первый гол в MLS. Дважды в 2012 и 2013 годах Даррен помогал команде завоёвывать серебряные медали первенства Канады. В мае 2014 года Мэттокс получил грин-карту и в MLS перестал считаться иностранным игроком.
14 марта 2016 года Мэттокс был обменян в «Портленд Тимберс» на распределительные средства и место иностранного игрока. 19 марта в матче против «Реал Солт-Лейк» он дебютировал за «Тимберс», заменив на 89-й минуте Дайрона Асприлью. 13 апреля в поединке против «Далласа» Даррен забил свой первый гол за «дровосеков».
10 декабря 2017 года Мэттокс был обменян в «Ди Си Юнайтед» на место иностранного игрока в предстоящем сезоне. За свой новый клуб он дебютировал 3 марта в матче первого тура сезона 2018 против «Орландо Сити», выйдя в стартовом составе. В следующем матче, 11 марта против «Атланты Юнайтед», он забил свой первый гол за вашингтонцев.
ФК «Цинциннати» выбрал Мэттокса на драфте расширения MLS, состоявшемся 11 декабря 2018 года. За новообразованную франшизу MLS он дебютировал в её первом матче, в поединке стартового тура сезона 2019 против «Сиэтл Саундерс» 2 марта, в котором вышел на замену во втором тайме вместо Эрика Александера. 7 апреля в матче против «Спортинга Канзас-Сити» он забил свой первый гол за «Цинциннати». 28 февраля 2020 года Мэттокс был исключён из «Цинциннати» и выведен из состава клуба по личным обстоятельствам.
В феврале 2021 года Мэттокс присоединился к клубу чемпионата Судана «Аль-Меррейх».
18 августа 2021 года Мэттокс подписал контракт с клубом Чемпионшипа ЮСЛ «Финикс Райзинг». За «Райзинг» он дебютировал 28 августа в матче против «Нью-Мексико Юнайтед», заменив Дэвида Эгбо на 74-й минуте. 5 сентября в матче против «Такома Дифайенс» он забил свои первые голы за «Райзинг», оформив дубль.

## Международная карьера
16 августа 2012 года в товарищеском матче против сборной Сальвадора Мэттокс дебютировал за сборную Ямайки. 3 марта в поединке против Барбадоса Даррен забил свой первый гол за национальную команду.
В 2014 году Мэттокс помог сборной выиграть Карибский кубок. Он стал лучшим бомбардиром турнира забив три гола в матчах против сборных Антигуа и Барбуды, Гаити и Мартиники.
Летом 2015 года Даррен попал в заявку сборной на участие в Кубке Америки в Чили. На турнире он сыграл в матчах против Уругвая и Парагвая.
В том же году Мэттокс принял участие в Золотом кубке КОНКАКАФ. На турнире он сыграл в матчах против команд Канады, Сальвадора, Коста-Рики, США и Мексики. В поединках против США и Мексики Даррен забил два гола.
В 2017 году Мэттокс во второй раз подряд стал серебряным призёром Золотого кубка КОНКАКАФ. На турнире он сыграл в матчах против команд Кюрасао, Сальвадора, Канады, США и дважды Мексики. В поединках против сальвадорцев и кюрасаонцев Даррен забил по голу.
Даррен был включён в состав сборной Ямайки на Золотой кубок КОНКАКАФ 2019. В четвертьфинальном матче против сборной Панамы забил гол с пенальти на 75-й минуте и вместе с командой добился победы со счётом 1:0.

### Голы за сборную Ямайки
| #   | Дата            | Место                                            | Противник         | Счёт | Результат | Соревнование                        |
| --- | --------------- | ------------------------------------------------ | ----------------- | ---- | --------- | ----------------------------------- |
| 1.  | 2 марта 2014    | Национальный стадион, Сен-Мишель, Барбадос       | Барбадос          | 0:1  | 0:2       | Товарищеский матч                   |
| 2.  | 5 марта 2014    | Босежур Стэдиум, Грос-Айлет, Сент-Люсия          | Сент-Люсия        | 0:2  | 0:5       | Товарищеский матч                   |
| 3.  | 5 марта 2014    | Босежур Стэдиум, Грос-Айлет, Сент-Люсия          | Сент-Люсия        | 0:4  | 0:5       | Товарищеский матч                   |
| 4.  | 12 ноября 2014  | Монтего-Бей Спортс Комплекс, Монтего-Бей, Ямайка | Мартиника         | 1:0  | 1:1       | Карибский кубок 2014                |
| 5.  | 14 ноября 2014  | Монтего-Бей Спортс Комплекс, Монтего-Бей, Ямайка | Антигуа и Барбуда | 1:0  | 3:0       | Карибский кубок 2014                |
| 6.  | 16 ноября 2014  | Монтего-Бей Спортс Комплекс, Монтего-Бей, Ямайка | Гаити             | 2:0  | 4:0       | Товарищеский матч                   |
| 7.  | 27 марта 2015   | Монтего-Бей Спортс Комплекс, Монтего-Бей, Ямайка | Венесуэла         | 2:1  | 2:1       | Карибский кубок 2014                |
| 8.  | 31 марта 2015   | Монтего-Бей Спортс Комплекс, Монтего-Бей, Ямайка | Куба              | 3:0  | 3:0       | Товарищеский матч                   |
| 9.  | 23 июля 2015    | Джорджия Доум, Атланта, США                      | США               | 0:1  | 1:2       | Золотой кубок КОНКАКАФ 2015         |
| 10. | 27 июля 2015    | Линкольн Файненшел Филд, Филадельфия, США        | Мексика           | 1:3  | 1:3       | Золотой кубок КОНКАКАФ 2015         |
| 11. | 5 сентября 2015 | Индепенденс Парк, Кингстон, Ямайка               | Никарагуа         | 2:3  | 2:3       | Чемпионат мира 2018 (квалификация)  |
| 12. | 8 сентября 2015 | Деннис Мартинес, Манагуа, Никарагуа              | Никарагуа         | 0:1  | 0:2       | Чемпионат мира 2018 (квалификация)  |
| 13. | 9 июля 2017     | Куалкомм Стэдиум, Сан-Диего, США                 | Кюрасао           | 0:2  | 0:2       | Золотой кубок КОНКАКАФ 2017         |
| 14. | 16 июля 2017    | Аламодоум, Сан-Антонио, США                      | Сальвадор         | 1:1  | 1:1       | Золотой кубок КОНКАКАФ 2017         |
| 15. | 9 сентября 2018 | Индепенденс Парк, Кингстон, Ямайка               | Острова Кайман    | 1:0  | 4:0       | Лига наций КОНКАКАФ 2019/20 (отбор) |
| 16. | 9 сентября 2018 | Индепенденс Парк, Кингстон, Ямайка               | Острова Кайман    | 3:0  | 4:0       | Лига наций КОНКАКАФ 2019/20 (отбор) |
| 17. | 17 ноября 2018  | Монтего-Бей Спортс Комплекс, Монтего-Бей, Ямайка | Суринам           | 2:0  | 2:1       | Лига наций КОНКАКАФ 2019/20 (отбор) |
| 18. | 30 июня 2019    | Линкольн Файненшел Филд, Филадельфия, США        | Панама            | 1:0  | 1:0       | Золотой кубок КОНКАКАФ 2019         |

## Достижения
Международные
 Ямайка
- Карибский кубок — 2014
- Золотой кубок КОНКАКАФ — 2015
- Золотой кубок КОНКАКАФ — 2017